# Лекулмаха
Лекулмаха (груз. ლეკულმახა) — село в Грузії.
За даними перепису населення 2014 року в селі проживає 35 осіб.